# Пшиборове
Пшиборове (пол. Przyborowie) — село в Польщі, у гміні Вонсево Островського повіту Мазовецького воєводства.
Населення — 224 особи (2011).
У 1975-1998 роках село належало до Остроленцького воєводства.

## Демографія
Демографічна структура станом на 31 березня 2011 року:
|          | Загалом | Допрацездатний вік | Працездатний вік | Постпрацездатний вік |
| -------- | ------- | ------------------ | ---------------- | -------------------- |
| Чоловіки | 114     | 19                 | 80               | 15                   |
| Жінки    | 110     | 25                 | 60               | 25                   |
| Разом    | 224     | 44                 | 140              | 40                   |